# تونی گوستاوسون
تونی گوستاوسون(به سوئدی: Tony Gustavsson) زادهٔ ۱۴ اوت ۱۹۷۳ سرمربی سوئدی فوتبال است که کار خود را از سرمربی‌گری تیم دگرفوش آی‌اف آغاز کرد. او در حال حاضر  سرمربی تیم ملی فوتبال زنان استرالیا است.